# Терещенко Микола Дмитрович
Микола Дмитрович Терещенко (7 листопада 1930, хутір Новомирівський Нефтекумського району Північно-Кавказького краю — 29 травня 1989, Москва) — радянський діяч, голова колгоспу «Шлях до комунізму» Степновського району Ставропольського краю. Двічі Герой Соціалістичної Праці (12.03.1982, 4.10.1986). Кандидат у члени ЦК КПРС у 1981—1986 роках. Член ЦК КПРС у 1986—1989 роках.

## Життєпис
Народився 7 листопада 1930 року на хуторі Новомирівському Нефтекумського району Північно-Кавказького краю в родині селянина. Батько загинув на фронті в 1941 році, мати працювала на будівництві оборонних споруд.
У 1944 році, після перерви, через німецько-радянську війну, пішов вчитися в 5 клас. Закінчив Кисловодський сільськогосподарський технікум. Під час навчання в технікумі був нагороджений медаллю «За доблесну працю у Великій Вітчизняній війні». З 1950 по 1953 рік служив у Радянській армії.
З 1953 по 1957 рік працював дільничним ветеренарним фельдшером Ленінської машинно-тракторної станції Ставропольського краю. Член КПРС з 1955 року.
з 1957 по 1961 рік — ветеринарний технік, головний зоотехнік вівцерадгоспу «Артезіанський» Ставропольського краю.
У 1960 році закінчив Північно-Осетинський сільськогосподарський інститут.
У грудні 1961—1989 року був головою колгоспу «Шлях до комунізму» Степновського району Ставропольського краю. У його трудовій книжці є лише одна запис: «Прийнято в члени колгоспу „Шлях до комунізму“ 10 грудня 1961 року». Член ЦК КПРС в 1986—1989 роках (кандидат в члени ЦК в 1981—1986 роках). Делегат XXVII-го з'їзду КПРС.
Помер 29 травня 1989 року, в Москві, після інфаркту. Похований в селі Іргакли Степновського району.

## Нагороди
Двічі Герой Соціалістичної Праці (12.03.1982, 4.10.1986). Нагороджений трьома орденами Леніна (22.02.1978, 12.03.1982, 4.10.1986), орденом Жовтневої Революції (6.09.1973), орденом «Знак Пошани» (8.04.1971), медалями.

## Пам'ять
На батьківщині Миколи Дмитровича встановлений бюст і відкрито дві меморіальні дошки: на будівлі правління колгоспу і на будівлі Іргаклінськой школи, яка була побудована в 1975 році завдяки його зусиллям.